# Oscar för bästa foto
Oscar för bästa foto är ett pris som utdelas av Academy of Motion Picture Arts and Sciences. 
Mellan 1939 och 1966 (undantaget 1957) delades två priser ut: Ett för bästa svartvita foto och ett för bästa färgfoto.
Två personer har vunnit priset fyra gånger. Joseph Ruttenberg (1938, 1942, 1956, 1958) och Leon Shamroy (1942, 1944, 1945, 1963). Tre pris har utdelats till Arthur C. Miller (1941, 1943, 1946), Winton Hoch (1948, 1949, 1952); Robert Surtees (1950, 1952, 1959), Freddie Young (1962, 1965, 1970), Vittorio Storaro (1979, 1981, 1987) och Conrad Hall (1969, 1999, 2002). Femton personer har vunnit två gånger, däribland svenske Sven Nykvist (1974, 1983).

## Vinnare och nominerade

### 1920-talet
| År                         | Film              | Fotograf                       |
| 1927/28 (1:a)              |                   |                                |
| -------------------------- | ----------------- | ------------------------------ |
| 1927/28 (1:a)              | Soluppgång        | Charles Rosher och Karl Struss |
| 1927/28 (1:a)              | Djävulsdanserskan | George Barnes                  |
| 1927/28 (1:a)              | Flammande kärlek  | George Barnes                  |
| 1927/28 (1:a)              | Hennes förflutna  | George Barnes                  |
| 1928/29 (2:a)              |                   |                                |
| Vita skuggor på Söderhavet | Clyde DeVinna     |                                |
| De 4 djävlarna             | Ernest Palmer     |                                |
| Gatans ängel               | Ernest Palmer     |                                |
| In Old Arizona             | Arthur Edeson     |                                |
| Lady Hamiltons kärlekssaga | John F. Seitz     |                                |
| Our Dancing Daughters      | George Barnes     |                                |

### 1930-talet
| År                          | Film                            | Fotograf                              |
| 1929/30 (3:e)               |                                 |                                       |
| --------------------------- | ------------------------------- | ------------------------------------- |
| 1929/30 (3:e)               | Med Byrd till Sydpolen          | Joseph T. Rucker och Willard Van Der  |
| 1929/30 (3:e)               | Anna Christie                   | William H. Daniels                    |
| 1929/30 (3:e)               | Prinsgemålen                    | Victor Milner                         |
| 1929/30 (3:e)               | På västfronten intet nytt       | Arthur Edeson                         |
| 1929/30 (3:e)               | Rymdens demoner                 | Tony Gaudio och Harry Perry           |
| 1930/31 (4:e)               |                                 |                                       |
| Kärlekens ö                 | Floyd Crosby                    |                                       |
| Cimarron                    | Edward Cronjager                |                                       |
| Marocko                     | Lee Garmes                      |                                       |
| Rätten att älska            | Charles Lang                    |                                       |
| Svengali                    | Barney McGill                   |                                       |
| 1931/32 (5:e)               |                                 |                                       |
| Shanghaiexpressen           | Lee Garmes                      |                                       |
| Arrowsmith                  | Ray June                        |                                       |
| Dr. Jekyll och Mr. Hyde     | Karl Struss                     |                                       |
| 1932/33 (6:e)               |                                 |                                       |
| Farväl till vapnen          | Charles Lang                    |                                       |
| I korsets tecken            | Karl Struss                     |                                       |
| Vi mötas i Wien             | George J. Folsey                |                                       |
| 1934 (7:e)                  |                                 |                                       |
| Cleopatra                   | Victor Milner                   |                                       |
| Agent n:r 13                | George J. Folsey                |                                       |
| Älskaren från Florens       | Charles Rosher                  |                                       |
| 1935 (8:e)                  |                                 |                                       |
| En midsommarnattsdröm       | Hal Mohr                        |                                       |
| Barbarkusten                | Ray June                        |                                       |
| Korsriddarna                | Victor Milner                   |                                       |
| Polisprefekten              | Gregg Toland                    |                                       |
| 1936 (9:e)                  |                                 |                                       |
| Äventyraren Anthony Adverse | Tony Gaudio                     |                                       |
| Generalen dog i gryningen   | Victor Milner                   |                                       |
| I moralens namn             | George J. Folsey                |                                       |
| 1937 (10:e)                 |                                 |                                       |
| Den goda jorden             | Karl Freund                     |                                       |
| I skyskrapornas skugga      | Gregg Toland                    |                                       |
| Vingar över Honolulu        | Joseph A. Valentine             |                                       |
| 1938 (11:e)                 |                                 |                                       |
| Den stora valsen            | Joseph Ruttenberg               |                                       |
| Algiers                     | James Wong Howe                 |                                       |
| Full i 17                   | Joseph A. Valentine             |                                       |
| Gentleman på luffen         | Norbert Brodine                 |                                       |
| Hans hemliga fru            | Robert De Grasse                |                                       |
| Hela familjen på vift       | Leon Shamroy                    |                                       |
| Komedin om oss människor    | Joseph Walker                   |                                       |
| Sista brigaden              | Ernest Miller och Harry J. Wild |                                       |
| Sjörövarnas konung          | Victor Milner                   |                                       |
| Skandalen kring Julie       | Ernest Haller                   |                                       |
| Suez                        | J. Peverell Marley              |                                       |
| 1939 (12:e)                 | Svartvit                        | Svartvit                              |
| 1939 (12:e)                 | Svindlande höjder               | Gregg Toland                          |
| 1939 (12:e)                 | Diligensen                      | Bert Glennon                          |
| 1939 (12:e)                 | Eld och lågor                   | Joseph A. Valentine                   |
| 1939 (12:e)                 | Endast änglar har vingar        | Joseph Walker                         |
| 1939 (12:e)                 | Frihetshjälten Juarez           | Tony Gaudio                           |
| 1939 (12:e)                 | Gunga Din – lansiärernas hjälte | Joseph H. August                      |
| 1939 (12:e)                 | Intermezzo                      | Gregg Toland                          |
| 1939 (12:e)                 | Kvinna från tropikerna          | Norbert Brodine                       |
| 1939 (12:e)                 | När regnet kom                  | Arthur C. Miller                      |
| 1939 (12:e)                 | Operettkungen                   | Victor Milner                         |
| 1939 (12:e)                 | Färg                            |                                       |
| 1939 (12:e)                 | Borta med vinden                | Ernest Haller och Ray Rennahan        |
| 1939 (12:e)                 | De 4 fjädrarna                  | Georges Périnal och Osmond Borradaile |
| 1939 (12:e)                 | Elizabeth och Essex             | Sol Polito och W. Howard Greene       |
| 1939 (12:e)                 | Flammande vildmark              | Ray Rennahan och Bert Glennon         |
| 1939 (12:e)                 | Mikadon                         | William V. Skall                      |
| 1939 (12:e)                 | Trollkarlen från Oz             | Harold Rosson                         |

### 1940-talet
| År          | Film                                  | Fotograf                                                 |
| ----------- | ------------------------------------- | -------------------------------------------------------- |
| 1940 (13:e) | Svartvit                              | Svartvit                                                 |
| 1940 (13:e) | Rebecca                               | George Barnes                                            |
| 1940 (13:e) | Abraham Lincoln - en folkets man      | James Wong Howe                                          |
| 1940 (13:e) | Allt detta och himlen därtill         | Ernest Haller                                            |
| 1940 (13:e) | Brevet                                | Tony Gaudio                                              |
| 1940 (13:e) | Den långa resan hem                   | Gregg Toland                                             |
| 1940 (13:e) | Dimmornas bro                         | Joseph Ruttenberg                                        |
| 1940 (13:e) | Glädjestaden                          | Harold Rosson                                            |
| 1940 (13:e) | Utrikeskorrespondenten                | Rudolph Maté                                             |
| 1940 (13:e) | Vår flygande reporter                 | Charles Lang                                             |
| 1940 (13:e) | Vårparaden                            | Joseph A. Valentine                                      |
| 1940 (13:e) | Färg                                  |                                                          |
| 1940 (13:e) | Tjuven i Bagdad                       | Georges Périnal                                          |
| 1940 (13:e) | Dansa, senorita!                      | Leon Shamroy och Ray Rennahan                            |
| 1940 (13:e) | Fågel blå                             | Arthur C. Miller och Ray Rennahan                        |
| 1940 (13:e) | Hjälteskvadronen                      | Victor Milner och W. Howard Greene                       |
| 1940 (13:e) | Kärleksdrömmen                        | Oliver T. Marsh och Allen M. Davey                       |
| 1940 (13:e) | Nordvästpassagen                      | Sidney Wagner och William V. Skall                       |
| 1941 (14:e) | Svartvit                              | Svartvit                                                 |
| 1941 (14:e) | Jag minns min gröna dal               | Arthur C. Miller                                         |
| 1941 (14:e) | Dr. Jekyll och Mr. Hyde               | Joseph Ruttenberg                                        |
| 1941 (14:e) | En sensation                          | Gregg Toland                                             |
| 1941 (14:e) | Glädjens serenad                      | Edward Cronjager                                         |
| 1941 (14:e) | Lady Hamilton                         | Rudolph Maté                                             |
| 1941 (14:e) | Min ande på villovägar                | Joseph Walker                                            |
| 1941 (14:e) | Min hjälte                            | Karl Freund                                              |
| 1941 (14:e) | Natt över öknen                       | Charles Lang                                             |
| 1941 (14:e) | Natten är så kort...                  | Leo Tover                                                |
| 1941 (14:e) | Sergeant York                         | Sol Polito                                               |
| 1941 (14:e) | Färg                                  |                                                          |
| 1941 (14:e) | Blod och sand                         | Ernest Palmer och Ray Rennahan                           |
| 1941 (14:e) | Aloma - danserskan                    | Wilfred M. Cline, Karl Struss och William E. Snyder      |
| 1941 (14:e) | Blommor i skugga                      | Karl Freund och W. Howard Greene                         |
| 1941 (14:e) | Efterlyst!                            | William V. Skall och Leonard Smith                       |
| 1941 (14:e) | Oh, Louisiana                         | Harry Hallenberger och Ray Rennahan                      |
| 1941 (14:e) | Vingar ovan molnen                    | Bert Glennon                                             |
| 1942 (15:e) | Svartvit                              | Svartvit                                                 |
| 1942 (15:e) | Mrs. Miniver                          | Joseph Ruttenberg                                        |
| 1942 (15:e) | Bragdernas man                        | Rudolph Maté                                             |
| 1942 (15:e) | De magnifika Ambersons                | Stanley Cortez                                           |
| 1942 (15:e) | Han kom om natten                     | Ted Tetzlaff                                             |
| 1942 (15:e) | Ja, se fruntimmer!                    | John J. Mescall                                          |
| 1942 (15:e) | Mannen med sälgpiporna                | Edward Cronjager                                         |
| 1942 (15:e) | Ringar på vattnet                     | James Wong Howe                                          |
| 1942 (15:e) | Stormdriven                           | Charles G. Clarke                                        |
| 1942 (15:e) | Tio gentlemän från West Point         | Leon Shamroy                                             |
| 1942 (15:e) | Över allt förnuft                     | Arthur C. Miller                                         |
| 1942 (15:e) | Färg                                  |                                                          |
| 1942 (15:e) | Den svarta svanen                     | Leon Shamroy                                             |
| 1942 (15:e) | Djungelboken                          | W. Howard Greene                                         |
| 1942 (15:e) | Skörda i den vilda stormen            | Victor Milner och William V. Skall                       |
| 1942 (15:e) | Stormfåglar                           | Sol Polito                                               |
| 1942 (15:e) | Stridskamrater                        | Edward Cronjager och William V. Skall                    |
| 1942 (15:e) | Tusen och en natt                     | Milton R. Krasner, William V. Skall och W. Howard Greene |
| 1943 (16:e) | Svartvit                              | Svartvit                                                 |
| 1943 (16:e) | Sången om Bernadette                  | Arthur C. Miller                                         |
| 1943 (16:e) | Casablanca                            | Arthur Edeson                                            |
| 1943 (16:e) | Korvett K-225                         | Tony Gaudio                                              |
| 1943 (16:e) | Luften är vårt liv                    | James Wong Howe, Elmer Dyer och Charles A. Marshall      |
| 1943 (16:e) | Madame Curie                          | Joseph Ruttenberg                                        |
| 1943 (16:e) | Sahara                                | Rudolph Maté                                             |
| 1943 (16:e) | Vi hälsa livet                        | Charles Lang                                             |
| 1943 (16:e) | Vi människor                          | Harry Stradling Sr.                                      |
| 1943 (16:e) | Vägen till Cairo                      | John F. Seitz                                            |
| 1943 (16:e) | Överraskade i gryningen               | James Wong Howe                                          |
| 1943 (16:e) | Färg                                  |                                                          |
| 1943 (16:e) | Fantomen på Stora operan              | Hal Mohr och W. Howard Greene                            |
| 1943 (16:e) | Hallå, Frisco!                        | Charles G. Clarke och Allen M. Davey                     |
| 1943 (16:e) | Himlen kan vänta                      | Edward Cronjager                                         |
| 1943 (16:e) | Klockan klämtar för dig               | Ray Rennahan                                             |
| 1943 (16:e) | Lassie på äventyr                     | Leonard Smith                                            |
| 1943 (16:e) | Soldatflamman                         | George J. Folsey                                         |
| 1944 (17:e) | Svartvit                              | Svartvit                                                 |
| 1944 (17:e) | Laura                                 | Joseph LaShelle                                          |
| 1944 (17:e) | 30 sekunder över Tokio                | Robert Surtees och Harold Rosson                         |
| 1944 (17:e) | De objudna                            | Charles Lang                                             |
| 1944 (17:e) | Dovers vita klippor                   | George J. Folsey                                         |
| 1944 (17:e) | Draksådd                              | Sidney Wagner                                            |
| 1944 (17:e) | Gasljus                               | Joseph Ruttenberg                                        |
| 1944 (17:e) | Kvinna utan samvete                   | John F. Seitz                                            |
| 1944 (17:e) | Livbåt                                | Glen MacWilliams                                         |
| 1944 (17:e) | Osynliga länkar                       | Stanley Cortez och Lee Garmes                            |
| 1944 (17:e) | Vandra min väg                        | Lionel Lindon                                            |
| 1944 (17:e) | Färg                                  |                                                          |
| 1944 (17:e) | Wilson                                | Leon Shamroy                                             |
| 1944 (17:e) | Kalifen i Bagdad                      | Charles Rosher                                           |
| 1944 (17:e) | Kvinnan i mörkret                     | Ray Rennahan                                             |
| 1944 (17:e) | Omslagsflickan                        | Rudolph Maté och Allen M. Davey                          |
| 1944 (17:e) | Travkungen                            | Edward Cronjager                                         |
| 1944 (17:e) | Vi mötas i St. Louis                  | George J. Folsey                                         |
| 1945 (18:e) | Svartvit                              | Svartvit                                                 |
| 1945 (18:e) | Dorian Grays porträtt                 | Harry Stradling Sr.                                      |
| 1945 (18:e) | Förspillda dagar                      | John F. Seitz                                            |
| 1945 (18:e) | Himmelrikets nycklar                  | Arthur C. Miller                                         |
| 1945 (18:e) | Mildred Pierce – en amerikansk kvinna | Ernest Haller                                            |
| 1945 (18:e) | Trollbunden                           | George Barnes                                            |
| 1945 (18:e) | Färg                                  |                                                          |
| 1945 (18:e) | Min är hämnden                        | Leon Shamroy                                             |
| 1945 (18:e) | Den stora drömmen                     | Tony Gaudio och Allen M. Davey                           |
| 1945 (18:e) | Säg det med en sång                   | Robert H. Planck och Charles P. Boyle                    |
| 1945 (18:e) | Under blodröda segel                  | George Barnes                                            |
| 1945 (18:e) | Över alla hinder                      | Leonard Smith                                            |
| 1946 (19:e) | Svartvit                              | Svartvit                                                 |
| 1946 (19:e) | Anna och kungen av Siam               | Arthur C. Miller                                         |
| 1946 (19:e) | De gröna åren                         | George J. Folsey                                         |
| 1946 (19:e) | Färg                                  |                                                          |
| 1946 (19:e) | Hjortkalven                           | Charles Rosher, Leonard Smith och Arthur E. Arling       |
| 1946 (19:e) | Al Jolson                             | Joseph Walker                                            |
| 1947 (20:e) | Svartvit                              | Svartvit                                                 |
| 1947 (20:e) | Lysande utsikter                      | Guy Green                                                |
| 1947 (20:e) | Gröna delfinens gata                  | George J. Folsey                                         |
| 1947 (20:e) | Spöket och Mrs. Muir                  | Charles Lang                                             |
| 1947 (20:e) | Färg                                  |                                                          |
| 1947 (20:e) | Svart narcissus                       | Jack Cardiff                                             |
| 1947 (20:e) | Pappa och vi                          | J. Peverell Marley och William V. Skall                  |
| 1947 (20:e) | Skandal efter noter                   | Harry Jackson                                            |
| 1948 (21:a) | Svartvit                              | Svartvit                                                 |
| 1948 (21:a) | Storstad                              | William H. Daniels                                       |
| 1948 (21:a) | Det hände i Berlin                    | Charles Lang                                             |
| 1948 (21:a) | Lyckliga stunder                      | Nicholas Musuraca                                        |
| 1948 (21:a) | Porträtt av Jennie                    | Joseph H. August                                         |
| 1948 (21:a) | Våld i mörker                         | Ted D. McCord                                            |
| 1948 (21:a) | Färg                                  |                                                          |
| 1948 (21:a) | Jeanne d’Arc                          | Joseph A. Valentine, William V. Skall och Winton C. Hoch |
| 1948 (21:a) | Carmen - fresterskan                  | William E. Snyder                                        |
| 1948 (21:a) | De tre musketörerna                   | Robert H. Planck                                         |
| 1948 (21:a) | Åskmolnet och juvelen                 | Charles G. Clarke                                        |
| 1949 (22:a) | Svartvit                              | Svartvit                                                 |
| 1949 (22:a) | På främmande mark                     | Paul Vogel                                               |
| 1949 (22:a) | Arvtagerskan                          | Leo Tover                                                |
| 1949 (22:a) | Champion                              | Franz Planer                                             |
| 1949 (22:a) | Nunnan och spelaren                   | Joseph LaShelle                                          |
| 1949 (22:a) | Skälmarnas furste                     | Leon Shamroy                                             |
| 1949 (22:a) | Färg                                  |                                                          |
| 1949 (22:a) | Larm över prärien                     | Winton C. Hoch                                           |
| 1949 (22:a) | Sången är mitt liv                    | William E. Snyder                                        |
| 1949 (22:a) | Unga kvinnor                          | Robert H. Planck och Charles Edgar Schoenbaum            |
| 1949 (22:a) | Vi dansar igen!                       | Harry Stradling Sr.                                      |
| 1949 (22:a) | Vildmarken lockar                     | Charles G. Clarke                                        |

### 1950-talet
| År                    | Film                          | Fotograf                            |
| --------------------- | ----------------------------- | ----------------------------------- |
| 1950 (23:e)           | Svartvit                      | Svartvit                            |
| 1950 (23:e)           | Den tredje mannen             | Robert Krasker                      |
| 1950 (23:e)           | Allt om Eva                   | Milton R. Krasner                   |
| 1950 (23:e)           | I asfaltens djungel           | Harold Rosson                       |
| 1950 (23:e)           | Sunset Boulevard              | John F. Seitz                       |
| 1950 (23:e)           | Våldets lag                   | Victor Milner                       |
| 1950 (23:e)           | Färg                          |                                     |
| 1950 (23:e)           | Kung Salomos skatt            | Robert Surtees                      |
| 1950 (23:e)           | Annie Get Your Gun            | Charles Rosher                      |
| 1950 (23:e)           | Den brutna pilen              | Ernest Palmer                       |
| 1950 (23:e)           | Höken och pilen               | Ernest Haller                       |
| 1950 (23:e)           | Simson och Delila             | George Barnes                       |
| 1951 (24:e)           | Svartvit                      | Svartvit                            |
| 1951 (24:e)           | En plats i solen              | William C. Mellor                   |
| 1951 (24:e)           | En handelsresandes död        | Franz Planer                        |
| 1951 (24:e)           | Främlingar på tåg             | Robert Burks                        |
| 1951 (24:e)           | Grodmännen                    | Norbert Brodine                     |
| 1951 (24:e)           | Linje Lusta                   | Harry Stradling Sr.                 |
| 1951 (24:e)           | Färg                          |                                     |
| 1951 (24:e)           | En amerikan i Paris           | Alfred Gilks och John Alton         |
| 1951 (24:e)           | David och Batseba             | Leon Shamroy                        |
| 1951 (24:e)           | Flykten från jorden           | John F. Seitz och W. Howard Greene  |
| 1951 (24:e)           | Quo Vadis                     | Robert Surtees och William V. Skall |
| 1951 (24:e)           | Teaterbåten                   | Charles Rosher                      |
| 1952 (25:e)           | Svartvit                      | Svartvit                            |
| 1952 (25:e)           | Illusionernas stad            | Robert Surtees                      |
| 1952 (25:e)           | Avslöjad                      | Charles Lang                        |
| 1952 (25:e)           | Flodöverfallet                | Russell Harlan                      |
| 1952 (25:e)           | Kusin Rachel                  | Joseph LaShelle                     |
| 1952 (25:e)           | Son av Navajo                 | Virgil Miller                       |
| 1952 (25:e)           | Färg                          |                                     |
| 1952 (25:e)           | Hans vilda fru                | Winton C. Hoch och Archie Stout     |
| 1952 (25:e)           | H.C. Andersen                 | Harry Stradling Sr.                 |
| 1952 (25:e)           | Ivanhoe – den svarte riddaren | Freddie Young                       |
| 1952 (25:e)           | Snön på Kilimanjaro           | Leon Shamroy                        |
| 1952 (25:e)           | Vattnets Venus                | George J. Folsey                    |
| 1953 (26:e)           | Svartvit                      | Svartvit                            |
| 1953 (26:e)           | Härifrån till evigheten       | Burnett Guffey                      |
| 1953 (26:e)           | Julius Caesar                 | Joseph Ruttenberg                   |
| 1953 (26:e)           | Martin Luther                 | Joseph C. Brun                      |
| 1953 (26:e)           | Prinsessa på vift             | Franz Planer och Henri Alekan       |
| 1953 (26:e)           | Stolpsängen                   | Hal Mohr                            |
| 1953 (26:e)           | Färg                          |                                     |
| 1953 (26:e)           | Mannen från vidderna          | Loyal Griggs                        |
| 1953 (26:e)           | Den purpurröda manteln        | Leon Shamroy                        |
| 1953 (26:e)           | Farornas hav                  | George J. Folsey                    |
| 1953 (26:e)           | Lili                          | Robert H. Planck                    |
| 1953 (26:e)           | Strid på havets botten        | Edward Cronjager                    |
| 1954 (27:e)           | Svartvit                      | Svartvit                            |
| 1954 (27:e)           | Storstadshamn                 | Boris Kaufman                       |
| 1954 (27:e)           | En stol är ledig              | George J. Folsey                    |
| 1954 (27:e)           | Gangsterpolisen               | John F. Seitz                       |
| 1954 (27:e)           | Mannen du gav mig             | John F. Warren                      |
| 1954 (27:e)           | Sabrina                       | Charles Lang                        |
| 1954 (27:e)           | Färg                          |                                     |
| 1954 (27:e)           | Tre flickor i Rom             | Milton R. Krasner                   |
| 1954 (27:e)           | Fönstret åt gården            | Robert Burks                        |
| 1954 (27:e)           | Silverbägaren                 | William V. Skall                    |
| 1954 (27:e)           | Sinuhe, egyptiern             | Leon Shamroy                        |
| 1954 (27:e)           | Sju brudar, sju bröder        | George J. Folsey                    |
| 1955 (28:e)           | Svartvit                      | Svartvit                            |
| 1955 (28:e)           | Den tatuerade rosen           | James Wong Howe                     |
| 1955 (28:e)           | I hennes våld                 | Charles Lang                        |
| 1955 (28:e)           | Jag gråter i morgon           | Arthur E. Arling                    |
| 1955 (28:e)           | Marty                         | Joseph LaShelle                     |
| 1955 (28:e)           | Vänd dem inte ryggen          | Russell Harlan                      |
| 1955 (28:e)           | Färg                          |                                     |
| 1955 (28:e)           | Ta fast tjuven!               | Robert Burks                        |
| 1955 (28:e)           | Min man Peter                 | Harold Lipstein                     |
| 1955 (28:e)           | Oklahoma!                     | Robert Surtees                      |
| 1955 (28:e)           | Pysar och sländor             | Harry Stradling Sr.                 |
| 1955 (28:e)           | Skimrande dagar               | Leon Shamroy                        |
| 1956 (29:e)           | Svartvit                      | Svartvit                            |
| 1956 (29:e)           | Gatans kung                   | Joseph Ruttenberg                   |
| 1956 (29:e)           | Baby Doll                     | Boris Kaufman                       |
| 1956 (29:e)           | Det onda arvet                | Harold Rosson                       |
| 1956 (29:e)           | Diligenskuppen                | Walter Strenge                      |
| 1956 (29:e)           | Storstadsdjungel              | Burnett Guffey                      |
| 1956 (29:e)           | Färg                          |                                     |
| 1956 (29:e)           | Jorden runt på 80 dagar       | Lionel Lindon                       |
| 1956 (29:e)           | De tio budorden               | Loyal Griggs                        |
| 1956 (29:e)           | Krig och fred                 | Jack Cardiff                        |
| 1956 (29:e)           | Kungen och jag                | Leon Shamroy                        |
| 1956 (29:e)           | Musik under stjärnorna        | Harry Stradling Sr.                 |
| 1957 (30:e)           |                               |                                     |
| Bron över floden Kwai | Jack Hildyard                 |                                     |
| Allt om kärlek        | Milton R. Krasner             |                                     |
| Kär i Paris           | Ray June                      |                                     |
| Lek i mörker          | William C. Mellor             |                                     |
| Sayonara              | Ellsworth Fredericks          |                                     |
| 1958 (31:a)           | Svartvit                      | Svartvit                            |
| 1958 (31:a)           | Kedjan                        | Sam Leavitt                         |
| 1958 (31:a)           | Blodet ropar under almarna    | Daniel L. Fapp                      |
| 1958 (31:a)           | De unga lejonen               | Joseph MacDonald                    |
| 1958 (31:a)           | Jag vill leva!                | Lionel Lindon                       |
| 1958 (31:a)           | Vid skilda bord               | Charles Lang                        |
| 1958 (31:a)           | Färg                          |                                     |
| 1958 (31:a)           | Gigi, ett lättfärdigt stycke  | Joseph Ruttenberg                   |
| 1958 (31:a)           | Den gamle och havet           | James Wong Howe                     |
| 1958 (31:a)           | Katt på hett plåttak          | William H. Daniels                  |
| 1958 (31:a)           | Min fantastiska tant          | Harry Stradling Sr.                 |
| 1958 (31:a)           | South Pacific                 | Leon Shamroy                        |
| 1959 (32:a)           | Svartvit                      | Svartvit                            |
| 1959 (32:a)           | Anne Franks dagbok            | William C. Mellor                   |
| 1959 (32:a)           | Analys av ett mord            | Sam Leavitt                         |
| 1959 (32:a)           | De samvetslösa                | Harry Stradling Sr.                 |
| 1959 (32:a)           | En man och hans karriär       | Joseph LaShelle                     |
| 1959 (32:a)           | I hetaste laget               | Charles Lang                        |
| 1959 (32:a)           | Färg                          |                                     |
| 1959 (32:a)           | Ben-Hur                       | Robert Surtees                      |
| 1959 (32:a)           | Den heliga eden               | Lee Garmes                          |
| 1959 (32:a)           | Five Pennies                  | Daniel L. Fapp                      |
| 1959 (32:a)           | Nunnan                        | Franz Planer                        |
| 1959 (32:a)           | Porgy and Bess                | Leon Shamroy                        |

### 1960-talet
| År                             | Film                                | Fotograf                                                                |
| ------------------------------ | ----------------------------------- | ----------------------------------------------------------------------- |
| 1960 (33:e)                    | Svartvit                            | Svartvit                                                                |
| 1960 (33:e)                    | Söner och älskare                   | Freddie Francis                                                         |
| 1960 (33:e)                    | Psycho                              | John L. Russell                                                         |
| 1960 (33:e)                    | På vift fast gift                   | Charles Lang                                                            |
| 1960 (33:e)                    | Ungkarlslyan                        | Joseph LaShelle                                                         |
| 1960 (33:e)                    | Vad vinden sår                      | Ernest Laszlo                                                           |
| 1960 (33:e)                    | Färg                                |                                                                         |
| 1960 (33:e)                    | Spartacus                           | Russell Metty                                                           |
| 1960 (33:e)                    | Alamo                               | William H. Clothier                                                     |
| 1960 (33:e)                    | Exodus                              | Sam Leavitt                                                             |
| 1960 (33:e)                    | Inte för pengar...                  | Joseph Ruttenberg och Charles Harten                                    |
| 1960 (33:e)                    | Pepe                                | Joseph MacDonald                                                        |
| 1961 (34:e)                    | Svartvit                            | Svartvit                                                                |
| 1961 (34:e)                    | Fifflaren                           | Eugen Schüfftan                                                         |
| 1961 (34:e)                    | Den tankspridde professorn          | Edward Colman                                                           |
| 1961 (34:e)                    | Dom i Nürnberg                      | Ernest Laszlo                                                           |
| 1961 (34:e)                    | Ett, två, tre                       | Daniel L. Fapp                                                          |
| 1961 (34:e)                    | Ryktet                              | Franz Planer                                                            |
| 1961 (34:e)                    | Färg                                |                                                                         |
| 1961 (34:e)                    | West Side Story                     | Daniel L. Fapp                                                          |
| 1961 (34:e)                    | Fanny                               | Jack Cardiff                                                            |
| 1961 (34:e)                    | Geishan från Brooklyn               | Harry Stradling Sr.                                                     |
| 1961 (34:e)                    | Karneval i San Francisco            | Russell Metty                                                           |
| 1961 (34:e)                    | Revansch                            | Charles Lang                                                            |
| 1962 (35:e)                    | Svartvit                            | Svartvit                                                                |
| 1962 (35:e)                    | Den längsta dagen                   | Jean Bourgoin och Walter Wottitz                                        |
| 1962 (35:e)                    | Fången på Alcatraz                  | Burnett Guffey                                                          |
| 1962 (35:e)                    | Skuggor över Södern                 | Russell Harlan                                                          |
| 1962 (35:e)                    | Två på gungbrädet                   | Ted D. McCord                                                           |
| 1962 (35:e)                    | Vad hände med Baby Jane?            | Ernest Haller                                                           |
| 1962 (35:e)                    | Färg                                |                                                                         |
| 1962 (35:e)                    | Lawrence av Arabien                 | Freddie Young                                                           |
| 1962 (35:e)                    | Bröderna Grimms underbara värld     | Paul Vogel                                                              |
| 1962 (35:e)                    | Gypsy                               | Harry Stradling Sr.                                                     |
| 1962 (35:e)                    | Hatari!                             | Russell Harlan                                                          |
| 1962 (35:e)                    | Myteriet på Bounty                  | Robert Surtees                                                          |
| 1963 (36:e)                    | Svartvit                            | Svartvit                                                                |
| 1963 (36:e)                    | Vildast av dem alla                 | James Wong Howe                                                         |
| 1963 (36:e)                    | Inspärrad                           | Lucien Ballard                                                          |
| 1963 (36:e)                    | Irmas bordell                       | George J. Folsey                                                        |
| 1963 (36:e)                    | Liljorna på marken                  | Ernest Haller                                                           |
| 1963 (36:e)                    | Natt med en främling                | Milton R. Krasner                                                       |
| 1963 (36:e)                    | Färg                                |                                                                         |
| 1963 (36:e)                    | Cleopatra                           | Leon Shamroy                                                            |
| 1963 (36:e)                    | En ding, ding, ding, ding värld     | Ernest Laszlo                                                           |
| 1963 (36:e)                    | Irma la Douce                       | Joseph LaShelle                                                         |
| 1963 (36:e)                    | Kardinalen                          | Leon Shamroy                                                            |
| 1963 (36:e)                    | Så vanns vilda västern              | William H. Daniels, Milton R. Krasner, Charles Lang och Joseph LaShelle |
| 1964 (37:e)                    | Svartvit                            | Svartvit                                                                |
| 1964 (37:e)                    | Zorba                               | Walter Lassally                                                         |
| 1964 (37:e)                    | Hysch, hysch, Charlotte!            | Joseph F. Biroc                                                         |
| 1964 (37:e)                    | Iguanans natt                       | Gabriel Figueroa                                                        |
| 1964 (37:e)                    | Kraschlandning                      | Milton R. Krasner                                                       |
| 1964 (37:e)                    | Krig och feg                        | Philip H. Lathrop                                                       |
| 1964 (37:e)                    | Färg                                |                                                                         |
| 1964 (37:e)                    | My Fair Lady                        | Harry Stradling Sr.                                                     |
| 1964 (37:e)                    | Becket                              | Geoffrey Unsworth                                                       |
| 1964 (37:e)                    | Colorados vilda dotter              | Daniel L. Fapp                                                          |
| 1964 (37:e)                    | Indianerna                          | William H. Clothier                                                     |
| 1964 (37:e)                    | Mary Poppins                        | Edward Colman                                                           |
| 1965 (38:e)                    | Svartvit                            | Svartvit                                                                |
| 1965 (38:e)                    | Narrskeppet                         | Ernest Laszlo                                                           |
| 1965 (38:e)                    | En strimma solsken                  | Robert Burks                                                            |
| 1965 (38:e)                    | Fånglägret Changi                   | Burnett Guffey                                                          |
| 1965 (38:e)                    | Första segern                       | Loyal Griggs                                                            |
| 1965 (38:e)                    | Sabotören                           | Conrad L. Hall                                                          |
| 1965 (38:e)                    | Färg                                |                                                                         |
| 1965 (38:e)                    | Doktor Zjivago                      | Freddie Young                                                           |
| 1965 (38:e)                    | Den stora kapplöpningen jorden runt | Russell Harlan                                                          |
| 1965 (38:e)                    | Mannen från Nasaret                 | William C. Mellor (postumt) och Loyal Griggs                            |
| 1965 (38:e)                    | Sound of Music                      | Ted D. McCordF                                                          |
| 1965 (38:e)                    | Vånda och extas                     | Leon Shamroy                                                            |
| 1966 (39:e)                    | Svartvit                            | Svartvit                                                                |
| 1966 (39:e)                    | Vem är rädd för Virginia Woolf?     | Haskell Wexler                                                          |
| 1966 (39:e)                    | Brinner Paris?                      | Marcel Grignon                                                          |
| 1966 (39:e)                    | Död man lever                       | James Wong Howe                                                         |
| 1966 (39:e)                    | Georgy - en ploygirl                | Kenneth Higgins                                                         |
| 1966 (39:e)                    | Storsvindlarna                      | Joseph LaShelle                                                         |
| 1966 (39:e)                    | Färg                                |                                                                         |
| 1966 (39:e)                    | En man för alla tider               | Ted Moore                                                               |
| 1966 (39:e)                    | De professionella                   | Conrad L. Hall                                                          |
| 1966 (39:e)                    | Den fantastiska resan               | Ernest Laszlo                                                           |
| 1966 (39:e)                    | Hawaii                              | Russell Harlan                                                          |
| 1966 (39:e)                    | Kanonbåten San Pablo                | Joseph MacDonald                                                        |
| 1967 (40:e)                    |                                     |                                                                         |
| Bonnie och Clyde               | Burnett Guffey                      |                                                                         |
| Camelot                        | Richard H. Kline                    |                                                                         |
| Doktor Dolittle                | Robert Surtees                      |                                                                         |
| Mandomsprovet                  | Robert Surtees                      |                                                                         |
| Med kallt blod                 | Conrad L. Hall                      |                                                                         |
| 1968 (41:a)                    |                                     |                                                                         |
| Romeo och Julia                | Pasqualino De Santis                |                                                                         |
| Funny Girl                     | Harry Stradling Sr.                 |                                                                         |
| Oliver!                        | Oswald Morris                       |                                                                         |
| Polarstation Zebra svarar ej   | Daniel L. Fapp                      |                                                                         |
| Star!                          | Ernest Laszlo                       |                                                                         |
| 1969 (42:a)                    |                                     |                                                                         |
| Butch Cassidy och Sundance Kid | Conrad L. Hall                      |                                                                         |
| Bob & Carol & Ted & Alice      | Charles Lang                        |                                                                         |
| De tusen dagarnas drottning    | Arthur Ibbetson                     |                                                                         |
| Hello Dolly                    | Harry Stradling Sr. (postumt)       |                                                                         |
| Marooned                       | Daniel L. Fapp                      |                                                                         |

### 1970-talet
| År                                       | Film                                  | Fotograf                                                              |
| 1970 (43:e)                              |                                       |                                                                       |
| ---------------------------------------- | ------------------------------------- | --------------------------------------------------------------------- |
| 1970 (43:e)                              | Ryan's dotter                         | Freddie Young                                                         |
| 1970 (43:e)                              | Airport – flygplatsen                 | Ernest Laszlo                                                         |
| 1970 (43:e)                              | När kvinnor älskar                    | Billy Williams                                                        |
| 1970 (43:e)                              | Patton – Pansargeneralen              | Fred J. Koenekamp                                                     |
| 1970 (43:e)                              | Tora! Tora! Tora!                     | Charles F. Wheeler, Osamu Furuya, Shinsaku Himeda och Masamichi Satoh |
| 1971 (44:e)                              |                                       |                                                                       |
| Spelman på taket                         | Oswald Morris                         |                                                                       |
| Den sista föreställningen                | Robert Surtees                        |                                                                       |
| French Connection – Lagens våldsamma män | Owen Roizman                          |                                                                       |
| Nikolaus och Alexandra                   | Freddie Young                         |                                                                       |
| Sommaren '42                             | Robert Surtees                        |                                                                       |
| 1972 (45:e)                              |                                       |                                                                       |
| Cabaret                                  | Geoffrey Unsworth                     |                                                                       |
| 1776                                     | Harry Stradling Jr.                   |                                                                       |
| Fri som fjärilen                         | Charles Lang                          |                                                                       |
| Min lättfotade "moster"                  | Douglas Slocombe                      |                                                                       |
| SOS Poseidon                             | Harold E. Stine                       |                                                                       |
| 1973 (46:e)                              |                                       |                                                                       |
| Viskningar och rop                       | Sven Nykvist                          |                                                                       |
| Blåsningen                               | Robert Surtees                        |                                                                       |
| Exorcisten                               | Owen Roizman                          |                                                                       |
| Måsen                                    | Jack Couffer                          |                                                                       |
| Våra bästa år                            | Harry Stradling Jr.                   |                                                                       |
| 1974 (47:e)                              |                                       |                                                                       |
| Skyskrapan brinner!                      | Fred J. Koenekamp och Joseph F. Biroc |                                                                       |
| Chinatown                                | John A. Alonzo                        |                                                                       |
| Jordbävningen                            | Philip H. Lathrop                     |                                                                       |
| Lenny Bruce                              | Bruce Surtees                         |                                                                       |
| Mordet på Orientexpressen                | Geoffrey Unsworth                     |                                                                       |
| 1975 (48:e)                              |                                       |                                                                       |
| Barry Lyndon                             | John Alcott                           |                                                                       |
| Funny Lady                               | James Wong Howe                       |                                                                       |
| Gräshopporna                             | Conrad L. Hall                        |                                                                       |
| Gökboet                                  | Haskell Wexler och Bill Butler        |                                                                       |
| Hindenburg                               | Robert Surtees                        |                                                                       |
| 1976 (49:e)                              |                                       |                                                                       |
| Woody Guthrie - lyckans land             | Haskell Wexler                        |                                                                       |
| En stjärna föds                          | Robert Surtees                        |                                                                       |
| Flykten från framtiden                   | Ernest Laszlo                         |                                                                       |
| King Kong                                | Richard H. Kline                      |                                                                       |
| Network                                  | Owen Roizman                          |                                                                       |
| 1977 (50:e)                              |                                       |                                                                       |
| Närkontakt av tredje graden              | Vilmos Zsigmond                       |                                                                       |
| Julia                                    | Douglas Slocombe                      |                                                                       |
| Var finns Mr. Goodbar?                   | William A. Fraker                     |                                                                       |
| Vändpunkten                              | Robert Surtees                        |                                                                       |
| Öar i strömmen                           | Fred J. Koenekamp                     |                                                                       |
| 1978 (51:a)                              |                                       |                                                                       |
| Himmelska dagar                          | Néstor Almendros                      |                                                                       |
| Deer Hunter                              | Vilmos Zsigmond                       |                                                                       |
| Himlen kan vänta                         | William A. Fraker                     |                                                                       |
| Samma tid nästa år                       | Robert Surtees                        |                                                                       |
| The Wiz                                  | Oswald Morris                         |                                                                       |
| 1979 (52:a)                              |                                       |                                                                       |
| Apocalypse                               | Vittorio Storaro                      |                                                                       |
| 1941 – Ursäkta, var är Hollywood?        | William A. Fraker                     |                                                                       |
| Det svarta hålet                         | Frank V. Phillips                     |                                                                       |
| Kramer mot Kramer                        | Néstor Almendros                      |                                                                       |
| Showtime                                 | Giuseppe Rotunno                      |                                                                       |

### 1980-talet
| År                              | Film                                      | Fotograf                                         |
| 1980 (53:e)                     |                                           |                                                  |
| ------------------------------- | ----------------------------------------- | ------------------------------------------------ |
| 1980 (53:e)                     | Tess                                      | Geoffrey Unsworth (postumt) och Ghislain Cloquet |
| 1980 (53:e)                     | Den blå lagunen                           | Néstor Almendros                                 |
| 1980 (53:e)                     | Den hemliga formeln                       | James Crabe                                      |
| 1980 (53:e)                     | Loretta                                   | Ralf D. Bode                                     |
| 1980 (53:e)                     | Tjuren från Bronx                         | Michael Chapman                                  |
| 1981 (54:e)                     |                                           |                                                  |
| Reds                            | Vittorio Storaro                          |                                                  |
| Excalibur                       | Alex Thomson                              |                                                  |
| Jakten på den försvunna skatten | Douglas Slocombe                          |                                                  |
| Ragtime                         | Miroslav Ondříček                         |                                                  |
| Sista sommaren                  | Billy Williams                            |                                                  |
| 1982 (55:e)                     |                                           |                                                  |
| Gandhi                          | Billy Williams och Ronnie Taylor          |                                                  |
| Das Boot                        | Jost Vacano                               |                                                  |
| E.T. the Extra-Terrestrial      | Allen Daviau                              |                                                  |
| Sophies val                     | Néstor Almendros                          |                                                  |
| Tootsie                         | Owen Roizman                              |                                                  |
| 1983 (56:e)                     |                                           |                                                  |
| Fanny och Alexander             | Sven Nykvist                              |                                                  |
| Flashdance                      | Donald Peterman                           |                                                  |
| Rätta virket                    | Caleb Deschanel                           |                                                  |
| WarGames                        | William A. Fraker                         |                                                  |
| Zelig                           | Gordon Willis                             |                                                  |
| 1984 (57:e)                     |                                           |                                                  |
| Dödens fält                     | Chris Menges                              |                                                  |
| Amadeus                         | Miroslav Ondříček                         |                                                  |
| Den bäste                       | Caleb Deschanel                           |                                                  |
| En färd till Indien             | Ernest Day                                |                                                  |
| Floden                          | Vilmos Zsigmond                           |                                                  |
| 1985 (58:e)                     |                                           |                                                  |
| Mitt Afrika                     | David Watkin                              |                                                  |
| Murphys romans                  | William A. Fraker                         |                                                  |
| Purpurfärgen                    | Allen Daviau                              |                                                  |
| Ran                             | Takao Saitô, Shôji Ueda och Asakazu Nakai |                                                  |
| Vittne till mord                | John Seale                                |                                                  |
| 1986 (59:e)                     |                                           |                                                  |
| The Mission                     | Chris Menges                              |                                                  |
| Ett rum med utsikt              | Tony Pierce-Roberts                       |                                                  |
| Peggy Sue gifte sig             | Jordan Cronenweth                         |                                                  |
| Plutonen                        | Robert Richardson                         |                                                  |
| Star Trek IV – Resan hem        | Donald Peterman                           |                                                  |
| 1987 (60:e)                     |                                           |                                                  |
| Den siste kejsaren              | Vittorio Storaro                          |                                                  |
| Broadcast News – nyhetsfeber    | Michael Ballhaus                          |                                                  |
| Hope and Glory                  | Philippe Rousselot                        |                                                  |
| Matewan                         | Haskell Wexler                            |                                                  |
| Solens rike                     | Allen Daviau                              |                                                  |
| 1988 (61:a)                     |                                           |                                                  |
| Mississippi brinner             | Peter Biziou                              |                                                  |
| Rain Man                        | John Seale                                |                                                  |
| Tequila Sunrise                 | Conrad L. Hall                            |                                                  |
| Varats olidliga lätthet         | Sven Nykvist                              |                                                  |
| Vem satte dit Roger Rabbit      | Dean Cundey                               |                                                  |
| 1989 (62:a)                     |                                           |                                                  |
| Ärans män                       | Freddie Francis                           |                                                  |
| Avgrunden                       | Mikael Salomon                            |                                                  |
| Blaze                           | Haskell Wexler                            |                                                  |
| De fantastiska Baker Boys       | Michael Ballhaus                          |                                                  |
| Född den fjärde juli            | Robert Richardson                         |                                                  |

### 1990-talet
| År                        | Film                | Fotograf           |
| 1990 (63:e)               |                     |                    |
| ------------------------- | ------------------- | ------------------ |
| 1990 (63:e)               | Dansar med vargar   | Dean Semler        |
| 1990 (63:e)               | Avalon              | Allen Daviau       |
| 1990 (63:e)               | Dick Tracy          | Vittorio Storaro   |
| 1990 (63:e)               | Gudfadern del III   | Gordon Willis      |
| 1990 (63:e)               | Henry & June        | Philippe Rousselot |
| 1991 (64:e)               |                     |                    |
| JFK                       | Robert Richardson   |                    |
| Bugsy                     | Allen Daviau        |                    |
| Terminator 2 - Domedagen  | Adam Greenberg      |                    |
| Thelma & Louise           | Adrian Biddle       |                    |
| Tidvattnets furste        | Stephen Goldblatt   |                    |
| 1992 (65:e)               |                     |                    |
| Där floden flyter fram    | Philippe Rousselot  |                    |
| De skoningslösa           | Jack N. Green       |                    |
| Hoffa                     | Stephen H. Burum    |                    |
| Howards End               | Tony Pierce-Roberts |                    |
| Älskaren                  | Robert Fraisse      |                    |
| 1993 (66:e)               |                     |                    |
| Schindler's List          | Janusz Kaminski     |                    |
| Farväl, min konkubin      | Changwei Gu         |                    |
| Jagad                     | Michael Chapman     |                    |
| Oskyldiga drag            | Conrad L. Hall      |                    |
| Pianot                    | Stuart Dryburgh     |                    |
| 1994 (67:e)               |                     |                    |
| Höstlegender              | John Toll           |                    |
| Den röda filmen           | Piotr Sobocinski    |                    |
| Forrest Gump              | Don Burgess         |                    |
| Nyckeln till frihet       | Roger Deakins       |                    |
| Wyatt Earp                | Owen Roizman        |                    |
| 1995 (68:e)               |                     |                    |
| Braveheart                | John Toll           |                    |
| Batman Forever            | Stephen Goldblatt   |                    |
| Den lilla prinsessan      | Emmanuel Lubezki    |                    |
| Förnuft och känsla        | Michael Coulter     |                    |
| Shanghai Triaden          | Yue Lü              |                    |
| 1996 (69:e)               |                     |                    |
| Den engelske patienten    | John Seale          |                    |
| Den långa resan           | Caleb Deschanel     |                    |
| Evita                     | Darius Khondji      |                    |
| Fargo                     | Roger Deakins       |                    |
| Michael Collins           | Chris Menges        |                    |
| 1997 (70:e)               |                     |                    |
| Titanic                   | Russell Carpenter   |                    |
| Amistad                   | Janusz Kaminski     |                    |
| Duvans vingslag           | Eduardo Serra       |                    |
| Kundun                    | Roger Deakins       |                    |
| L.A. konfidentiellt       | Dante Spinotti      |                    |
| 1998 (71:a)               |                     |                    |
| Rädda menige Ryan         | Janusz Kaminski     |                    |
| A Civil Action            | Conrad L. Hall      |                    |
| Den tunna röda linjen     | John Toll           |                    |
| Elizabeth                 | Remi Adefarasin     |                    |
| Shakespeare in Love       | Richard Greatrex    |                    |
| 1999 (72:a)               |                     |                    |
| American Beauty           | Conrad L. Hall      |                    |
| Insider                   | Dante Spinotti      |                    |
| Sleepy Hollow             | Emmanuel Lubezki    |                    |
| Slutet på historien       | Roger Pratt         |                    |
| Snö faller på cederträden | Robert Richardson   |                    |

### 2000-talet
| År                                             | Film                           | Fotograf        |
| 2000 (73:e)                                    |                                |                 |
| ---------------------------------------------- | ------------------------------ | --------------- |
| 2000 (73:e)                                    | Crouching Tiger, Hidden Dragon | Peter Pau       |
| 2000 (73:e)                                    | Gladiator                      | John Mathieson  |
| 2000 (73:e)                                    | Malèna                         | Lajos Koltai    |
| 2000 (73:e)                                    | O Brother, Where Art Thou?     | Roger Deakins   |
| 2000 (73:e)                                    | Patrioten                      | Caleb Deschanel |
| 2001 (74:e)                                    |                                |                 |
| Sagan om ringen: Härskarringen                 | Andrew Lesnie                  |                 |
| Amelie från Montmartre                         | Bruno Delbonnel                |                 |
| Black Hawk Down                                | Slawomir Idziak                |                 |
| The Man Who Wasn't There                       | Roger Deakins                  |                 |
| Moulin Rouge!                                  | Donald McAlpine                |                 |
| 2002 (75:e)                                    |                                |                 |
| Road to Perdition                              | Conrad L. Hall (postumt)       |                 |
| Chicago                                        | Dion Beebe                     |                 |
| Far from Heaven                                | Edward Lachman                 |                 |
| Gangs of New York                              | Michael Ballhaus               |                 |
| The Pianist                                    | Pawel Edelman                  |                 |
| 2003 (76:e)                                    |                                |                 |
| Master and Commander – Bortom världens ände    | Russell Boyd                   |                 |
| Flicka med pärlörhänge                         | Eduardo Serra                  |                 |
| Guds stad                                      | César Charlone                 |                 |
| Seabiscuit                                     | John Schwartzman               |                 |
| Åter till Cold Mountain                        | John Seale                     |                 |
| 2004 (77:e)                                    |                                |                 |
| The Aviator                                    | Robert Richardson              |                 |
| En långvarig förlovning                        | Bruno Delbonnel                |                 |
| Fantomen på Operan                             | John Mathieson                 |                 |
| Flying Daggers                                 | Xiaoding Zhao                  |                 |
| The Passion of the Christ                      | Caleb Deschanel                |                 |
| 2005 (78:e)                                    |                                |                 |
| En geishas memoarer                            | Dion Beebe                     |                 |
| Batman Begins                                  | Wally Pfister                  |                 |
| Brokeback Mountain                             | Rodrigo Prieto                 |                 |
| Good Night, and Good Luck.                     | Robert Elswit                  |                 |
| The New World                                  | Emmanuel Lubezki               |                 |
| 2006 (79:e)                                    |                                |                 |
| Pans labyrint                                  | Guillermo Navarro              |                 |
| Children of Men                                | Emmanuel Lubezki               |                 |
| Den svarta dahlian                             | Vilmos Zsigmond                |                 |
| Illusionisten                                  | Dick Pope                      |                 |
| The Prestige                                   | Wally Pfister                  |                 |
| 2007 (80:e)                                    |                                |                 |
| There Will Be Blood                            | Robert Elswit                  |                 |
| Fjärilen i glaskupan                           | Janusz Kaminski                |                 |
| Försoning                                      | Seamus McGarvey                |                 |
| Mordet på Jesse James av ynkryggen Robert Ford | Roger Deakins                  |                 |
| No Country for Old Men                         | Roger Deakins                  |                 |
| 2008 (81:a)                                    |                                |                 |
| Slumdog Millionaire                            | Anthony Dod Mantle             |                 |
| Benjamin Buttons otroliga liv                  | Claudio Miranda                |                 |
| Changeling                                     | Tom Stern                      |                 |
| The Dark Knight                                | Wally Pfister                  |                 |
| The Reader                                     | Chris Menges och Roger Deakins |                 |
| 2009 (82:a)                                    |                                |                 |
| Avatar                                         | Mauro Fiore                    |                 |
| Det vita bandet                                | Christian Berger               |                 |
| Harry Potter och halvblodsprinsen              | Bruno Delbonnel                |                 |
| The Hurt Locker                                | Barry Ackroyd                  |                 |
| Inglourious Basterds                           | Robert Richardson              |                 |

### 2010-talet
| År          | Film                                             | Fotograf                          |
| ----------- | ------------------------------------------------ | --------------------------------- |
| 2010 (83:e) | Inception                                        | Wally Pfister                     |
| 2010 (83:e) | Black Swan                                       | Matthew Libatique                 |
| 2010 (83:e) | The King's Speech                                | Danny Cohen                       |
| 2010 (83:e) | Social Network                                   | Jeff Cronenweth                   |
| 2010 (83:e) | True Grit                                        | Roger Deakins                     |
| 2011 (84:e) | Hugo Cabret                                      | Robert Richardson                 |
| 2011 (84:e) | The Artist                                       | Guillaume Schiffman               |
| 2011 (84:e) | The Girl with the Dragon Tattoo                  | Jeff Cronenweth                   |
| 2011 (84:e) | The Tree of Life                                 | Emmanuel Lubezki                  |
| 2011 (84:e) | War Horse                                        | Janusz Kaminski                   |
| 2012 (85:e) | Berättelsen om Pi                                | Claudio Miranda                   |
| 2012 (85:e) | Anna Karenina                                    | Seamus McGarvey                   |
| 2012 (85:e) | Django Unchained                                 | Robert Richardson                 |
| 2012 (85:e) | Lincoln                                          | Janusz Kaminski                   |
| 2012 (85:e) | Skyfall                                          | Roger Deakins                     |
| 2013 (86:e) | Gravity                                          | Emmanuel Lubezki                  |
| 2013 (86:e) | The Grandmaster                                  | Philippe Le Sourd                 |
| 2013 (86:e) | Inside Llewyn Davis                              | Bruno Delbonnel                   |
| 2013 (86:e) | Nebraska                                         | Phedon Papamichael                |
| 2013 (86:e) | Prisoners                                        | Roger Deakins                     |
| 2014 (87:e) | Birdman: or (The Unexpected Virtue of Ignorance) | Emmanuel Lubezki                  |
| 2014 (87:e) | The Grand Budapest Hotel                         | Robert D. Yeoman                  |
| 2014 (87:e) | Ida                                              | Łukasz Żal och Ryszard Lenczewski |
| 2014 (87:e) | Mr. Turner                                       | Dick Pope                         |
| 2014 (87:e) | Unbroken                                         | Roger Deakins                     |
| 2015 (88:e) | The Revenant                                     | Emmanuel Lubezki                  |
| 2015 (88:e) | Carol                                            | Ed Lachman                        |
| 2015 (88:e) | The Hateful Eight                                | Robert Richardson                 |
| 2015 (88:e) | Mad Max: Fury Road                               | John Seale                        |
| 2015 (88:e) | Sicario                                          | Roger Deakins                     |
| 2016 (89:e) | La La Land                                       | Linus Sandgren                    |
| 2016 (89:e) | Arrival                                          | Bradford Young                    |
| 2016 (89:e) | Lion                                             | Greig Fraser                      |
| 2016 (89:e) | Moonlight                                        | James Laxton                      |
| 2016 (89:e) | Silence                                          | Rodrigo Prieto                    |
| 2017 (90:e) | Blade Runner 2049                                | Roger Deakins                     |
| 2017 (90:e) | Darkest Hour                                     | Bruno Delbonnel                   |
| 2017 (90:e) | Dunkirk                                          | Hoyte van Hoytema                 |
| 2017 (90:e) | Mudbound                                         | Rachel Morrison                   |
| 2017 (90:e) | The Shape of Water                               | Dan Laustsen                      |
| 2018 (91:a) | Roma                                             | Alfonso Cuarón                    |
| 2018 (91:a) | Cold War                                         | Łukasz Żal                        |
| 2018 (91:a) | The Favourite                                    | Robbie Ryan                       |
| 2018 (91:a) | Never Look Away                                  | Caleb Deschanel                   |
| 2018 (91:a) | A Star Is Born                                   | Matthew Libatique                 |
| 2019 (92:a) | 1917                                             | Roger Deakins                     |
| 2019 (92:a) | The Irishman                                     | Rodrigo Prieto                    |
| 2019 (92:a) | Joker                                            | Lawrence Sher                     |
| 2019 (92:a) | The Lighthouse                                   | Jarin Blaschke                    |
| 2019 (92:a) | Once Upon a Time in Hollywood                    | Robert Richardson                 |

### 2020-talet
| År             | Film                                                | Fotograf              |
| -------------- | --------------------------------------------------- | --------------------- |
| 2020/21 (93:e) | Mank                                                | Erik Messerschmidt    |
| 2020/21 (93:e) | Judas and the Black Messiah                         | Sean Bobbitt          |
| 2020/21 (93:e) | News of the World                                   | Dariusz Wolski        |
| 2020/21 (93:e) | Nomadland                                           | Joshua James Richards |
| 2020/21 (93:e) | The Trial of the Chicago 7                          | Phedon Papamichael    |
| 2021 (94:e)    | Dune                                                | Greig Fraser          |
| 2021 (94:e)    | Nightmare Alley                                     | Dan Laustsen          |
| 2021 (94:e)    | The Power of the Dog                                | Ari Wegner            |
| 2021 (94:e)    | The Tragedy of Macbeth                              | Bruno Delbonnel       |
| 2021 (94:e)    | West Side Story                                     | Janusz Kaminski       |
| 2022 (95:e)    | På västfronten intet nytt                           | James Friend          |
| 2022 (95:e)    | Bardo, en osann berättelse om en handfull sanningar | Darius Khondji        |
| 2022 (95:e)    | Elvis                                               | Mandy Walker          |
| 2022 (95:e)    | Empire of Light                                     | Roger Deakins         |
| 2022 (95:e)    | Tár                                                 | Florian Hoffmeister   |
| 2023 (96:e)    | Oppenheimer                                         | Hoyte van Hoytema     |
| 2023 (96:e)    | El Conde                                            | Edward Lachman        |
| 2023 (96:e)    | Killers of the Flower Moon                          | Rodrigo Prieto        |
| 2023 (96:e)    | Maestro                                             | Matthew Libatique     |
| 2023 (96:e)    | Poor Things                                         | Robbie Ryan           |
| 2024 (97:e)    | Brutalisten                                         | Lol Crawley           |
| 2024 (97:e)    | Dune: Part Two                                      | Greig Fraser          |
| 2024 (97:e)    | Emilia Pérez                                        | Paul Guilhaume        |
| 2024 (97:e)    | Maria                                               | Ed Lachman            |
| 2024 (97:e)    | Nosferatu                                           | Jarin Blaschke        |